# Hydraena avuncula
Hydraena avuncula är en skalbaggsart som beskrevs av Manfred A. Jäch 1988. Hydraena avuncula ingår i släktet Hydraena och familjen vattenbrynsbaggar. Inga underarter finns listade i Catalogue of Life.